# John Appleton

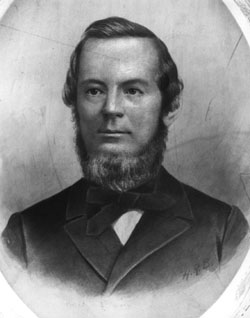
John Appleton

John Appleton (* 11. Februar 1815 in Beverly, Essex County, Massachusetts; † 22. August 1864 in Portland, Maine) war ein US-amerikanischer Politiker. Zwischen 1851 und 1853 vertrat er den Bundesstaat Maine im US-Repräsentantenhaus. Außerdem war er Botschafter der Vereinigten Staaten in Bolivien und Russland.

## Werdegang
John Appleton besuchte bis 1834 das Bowdoin College in Brunswick. Nach einem anschließenden Jurastudium an der Cambridge Law School und seiner im Jahr 1837 erfolgten Zulassung als Rechtsanwalt begann er in Portland in seinem neuen Beruf zu arbeiten. Gleichzeitig wurde er auch als Zeitungsverleger tätig. Im Jahr 1840 und nochmals von 1842 bis 1844 war Appleton als Registrator beim Nachlassgericht im Cumberland County angestellt. Politisch war er Mitglied der Demokratischen Partei. Zwischen 1845 und 1848 war er unter Präsident James K. Polk geschäftsführender Beamter (Chief Clerk) im Marineministerium. Dieses Amt übte er im Jahr 1848 für kurze Zeit auch im Außenministerium aus. Anschließend diente er zwischen 1848 und 1849 als US-Botschafter in Bolivien.
1850 wurde Appleton im zweiten Wahlbezirk von Maine in das US-Repräsentantenhaus in Washington, D.C. gewählt. Dort trat er am 4. März 1851 die Nachfolge von Nathaniel Littlefield an. Da er im Jahr 1852 auf eine weitere Kandidatur verzichtete, konnte er bis zum 3. März 1853 nur eine Legislaturperiode im Kongress absolvieren. Diese Zeit war von zunehmenden Spannungen im Vorfeld des Bürgerkrieges geprägt, wobei es vor allem wegen der Frage der Sklaverei zu heftigen Diskussionen zwischen Befürwortern und Gegnern dieser Institution kam.
Nach dem Ende seiner Zeit im US-Repräsentantenhaus arbeitete John Appleton zunächst wieder als Aanwalt. Zwischen Februar und November 1855 war er amerikanischer Legationsrat an der Botschaft in London. Von 1857 bis 1860 amtierte er unter Präsident James Buchanan als Assistant Secretary of State und damit als Stellvertreter von Außenminister Lewis Cass; von Juni 1860 bis Juni 1861 war er US-Botschafter in Russland. Nach dem Regierungswechsel im Jahr 1861, dem Amtsantritt der ersten republikanischen Bundesregierung unter Präsident Abraham Lincoln und dem darauf folgenden Ausbruch des Bürgerkrieges trat Appleton von seinem Amt zurück. Die letzten drei Jahre seines Lebens verbrachte er im Ruhestand. Er starb im August 1864 in Portland, wo er auch beigesetzt wurde.